# Eutichurus putus
Eutichurus putus är en spindelart som beskrevs av Octavius Pickard-Cambridge 1898.
Eutichurus putus ingår i släktet Eutichurus och familjen sporrspindlar. Inga underarter finns listade i Catalogue of Life.